# Тимчинский, Андрей Павлович
Андре́й Па́влович Тимчи́нский (13 декабря 1903, Полтава — 28 февраля 1994, Самара) — Заслуженный деятель искусств РСФСР; генерал-майор.

## Биография
Работал учителем пения в школе (Полтава). Руководил ансамблем песни и пляски Внутренних войск Министерства охраны общественного порядка СССР. После выхода в отставку преподавал в Куйбышевском музыкальном училище, был консультантом ансамбля песни и пляски Куйбышевского гарнизона.
Похоронен на городском кладбище Самары (аллея со стороны ул. Лунная).

### Семья
Жена — Клавдия Константиновна Музыченко;
- дочь — Тамара Андреевна Кудрявцева (Тимчинская) (26 ноября 1925 — 13 января 2008); в 1943—1949 годы была замужем за Гурием Николаевичем Алфёровым (1924, Ташкент — 1994, там же); вторым браком замужем за Маратом Иннокентьевичем Кудрявцевым.

Жена — Валерия Леопольдовна Тимчинская (Боровская).

## Награды
- Заслуженный деятель искусств РСФСР

## Отзывы
Один из шести «могикан» военных ансамблей Советского Союза.— Хусейн Маремуков,  Народный артист Кабардино-Балкарии (цит. по:)